# Anhalt–Kötheni Margit
Anhalt–Kötheni Margit (Köthen, 1494. november 12. – Weimar, 1521. október 7.) Schwarzburg–Blankenburg-i Margit és VI. Valdemár anhalt–kötheni herceg lánya. Születése révén Anhalt, házassága révén Szászország hercegnéje volt.